# Trichotithonus
Trichotithonus is een kevergeslacht uit de familie van de boktorren (Cerambycidae). De wetenschappelijke naam van het geslacht werd voor het eerst geldig gepubliceerd in 1990 door Monné.

## Soorten
Trichotithonus omvat de volgende soorten:
- Trichotithonus albidus Monné, 1990
- Trichotithonus albosetosus Monné, 1990
- Trichotithonus conspectus Monné, 1990
- Trichotithonus curvatus (Bates, 1885)
- Trichotithonus tavakiliani Monné, 1990
- Trichotithonus tenebrosus Monné, 1990
- Trichotithonus venezuelensis Monné, 1990
- Trichotithonus viridis Monné, 1990